# Bulbophyllum formosum
Bulbophyllum formosum là một loài phong lan thuộc chi Bulbophyllum.